# Strobilanthes virendrakumariana
Strobilanthes virendrakumariana är en akantusväxtart som beskrevs av Venu och P.Daniel. Strobilanthes virendrakumariana ingår i släktet Strobilanthes och familjen akantusväxter. Inga underarter finns listade i Catalogue of Life.